# Treprostinil
Treprostinilul este un medicament analog de prostaciclină și vasodilatator utilizat pentru tratamentul hipertensiunii arteriale pulmonare. Căile de administrare disponibile sunt orală, intravenoasă, subcutanată și inhalatorie.